# Культура поодиноких поховань
Культура поодиноких поховань, (англ. Single Grave Culture) — енеолітична культура, на заході Північноєвропейської рівнини бл. 2800 — 2200 р.р. до н.е. 

Характеризується практикою поодиноких поховань, покійного зазвичай супроводжують бойова сокира, бурштинові намистини та глиняний посуд. 
  
Культура поодиноких поховань була місцевим варіантом культури шнурової кераміки і, ймовірно, виникла в результаті міграції народів із Понтійсько-каспійського степу. 
На зміну їй прийшла культура дзвоноподібних келихів.

## Історія

### Генезис
Культура поодиноких поховань була відгалуженням культури шнурової кераміки, яка сама була відгалуженням ямної культури Понтійсько -каспійського степу. 
На заході Північноєвропейської рівнини культура поодиноких поховань замінила культуру лійчастого посуду. 

Має також низку загальних характеристик з 4-й фазою культури дзвоноподібних келихів.
Ліверсейдж (Liversage, 1987) виділяв у розвитку культури 4 фази:
- Луструп (Lustrup) — посуд, прикрашений відбитками шнура та пальців. Для фази характерні великі посудини для запасів або з тонкостінним профілем
- Глаттруп (Glattrup) — нагадує Луструп, проте з нею додатково пов'язаний кулястий профіль посуду або прикраси у вигляді відбитків раковин серцевидки
- Віндум (Vindum) — з'являються багато прикрашені «кубки з денцем» і «яйцеподібні кубки».
- Мюрхей (Myrhøj) — використовується зонально-метоповий орнамент, запозичений у культури дзвоноподібних келихів. Для фази також характерні ланцетоподібні крем'яні сокири.

## Поширення
Культура поодиноких поховань охоплювала західну частину Європейської рівнини. 
У Данії культура поодиноких поховань  зосереджені в Ютландії, де їх поява супроводжується масштабною вирубкою лісів і розповсюдженням тваринництва, зокрема великої рогатої худоби. 
У східній Данії певний час співіснували культура поодиноких поховань, культура ямкової кераміки та культура лійчастого посуду. 

Була також поширена на північному заході Німеччини та південному заході Польщі (Помор'я, Велика Польща, Куявія)

## Кераміка
Було два види кераміки: побутова та похоронна, які відрізнялися за якістю та оформленням. 
Кераміка прикрашалася відбитками шнура, молюска серцевидки, ялинкою, орнаментом у вигляді колючого дроту. 
Прикрашалися верхні частини посуду. Пізніше з'являється також метоповий орнамент та пластичні смужки.

## Артефакти
У похованнях часто зустрічаються ритуальні ланцетоподібні крем'яні або мідні кинджали, сокири типів A1, B1, K (так звані дегенеративні). 
Часто трапляються прикраси з бурштину.

## Поселення
Спочатку носії культури мешкали у тимчасових поселеннях. 
Пізніше вони переходять до постійних поселень.

## Поховання
У похоронних ритуалах існувала велика різноманітність. 
Найчастіше зустрічаються підкурганні, мегалітичні або плоскі (нарівні з землею) поховання. 
Також виявлені поховання у вигляді ванн, округлі або дерев'яні труни, іноді похоронна камера обкладалася каменем. 
В Ютландії та Німеччині поховання є поодинокими, тоді як у Польщі зустрічаються колективні поховання. 
Переважає трупопокладення, однак в Гольштейні зустрічається кремація. 
У могили вкладалися особисті речі покійного, такі як кубки, приладдя для стрільби з лука, кам'яні або мідні кинджали. 
Серед поховань переважають могили дорослих чоловіків, ймовірно, воїнів. 
Поховання жінок та дітей — спорадичні; можливо, для них існував інший обряд, внаслідок якого могили не залишали археологічно значущих слідів. Чоловіків ховали на правому боці обличчям на південь, жінок на лівому боці.

## Генетика
Походження популяції моделюється палеогенетиками з наступних предкових компонентів:
- 2/3 — західні степові скотарі
- до 1/4 — культура кулястих амфор
- невелика домішка скандинавських неолітичних землеробів

У представників культури поодиноких поховань з поховання в Гйєррілді (Gjerrild burial, 2600/2500-2200 років до н. е..) в Центральній Ютландії визначили мітохондріальні гаплогрупи K2a і HV0. 
У пізньонеолітичного з археологічної хронології зразка Гйєррілд 5 (SGC/LN, 2283—2035 років до н. е.) — дитини, вбитої стрілою, визначили Y-хромосомну гаплогрупу R1b (субклад -V1636 в ISOGG2019-2020 
, 
яка раніше була виявлена у трьох зразках із поховань епохи енеоліту в Понтійсько-Каспійському степу та у енеолітичного зразка ART038 з Арслантепе у Центральній Анатолії (Fig. 3)). 
Розподіл ліній R1b1a1b-V1636 і R1b1a1a-P297 передує розширенню та диверсифікації лінії R1b1a1a2-M269, яка містить субклад R1b1a1a2a2-Z2103, поширений у представників ямної культури та субклад R1b1a1, поширений у сучасних європейців.
.

## Джерело
- Allentoft, Morten E. та ін. (10 червня 2015). Population genomics of Bronze Age Eurasia. Nature. Nature Research. 522 (7555): 167—172. Bibcode:2015Natur.522..167A. doi:10.1038/nature14507. PMID 26062507. S2CID 4399103. Процитовано 6 липня 2020.
- Davidsen, Karsten (1978). The Final TRB Culture in Denmark: A Settlement Study. Akademisk Forlag. ISBN 9788750017967.
- Fagan, Brian M.; Beck, Charlotte; Michaels, George; Scarre, Chris; Silberman, Neil Asher (1996). The Oxford Companion to Archaeology. Oxford University Press. ISBN 9780195076189.
- Fokkens, Harry (1998). Drowned Landscape: The Occupation of the Western Part of the Frisian-Drentian Plateau, 4400 BC-AD 500. Koninklijke Van Gorcum. ISBN 9789023233053.
- Frei, Karin Margarita (21 серпня 2019). Mapping human mobility during the third and second millennia BC in present-day Denmark. PLOS One. PLOS. 14 (8): e0219850. Bibcode:2019PLoSO..1419850F. doi:10.1371/journal.pone.0219850. PMC 6703675. PMID 31433798.
- Fokkens, Harry (2012), Background to Dutch Beakers. A critical review of the Dutch model (PDF), у Fokkens, Harry; Nicolis, Franco (ред.), Background to Beakers. Inquiries in Regional Cultural Backgrounds of the Bell Beaker Complex, Sidestone Press
- Malmström, Helena та ін. (9 жовтня 2019). The genomic ancestry of the Scandinavian Battle Axe Culture people and their relation to the broader Corded Ware horizon. Proceedings of the Royal Society B. Royal Society. 286 (1912): 20191528. doi:10.1098/rspb.2019.1528. PMC 6790770. PMID 31594508.
- Mathieson, Iain та ін. (21 лютого 2018). The genomic history of southeastern Europe. Nature. Nature Research. 555 (7695): 197—203. Bibcode:2018Natur.555..197M. doi:10.1038/nature25778. PMC 6091220. PMID 29466330.
- Price, T. Douglas (2015). Ancient Scandinavia: An Archaeological History from the First Humans to the Vikings. Oxford University Press. ISBN 9780190231972.
- Trigger, Bruce G. (1989). A History of Archaeological Thought. Cambridge University Press. ISBN 9780521338189.